# Øystein Ore

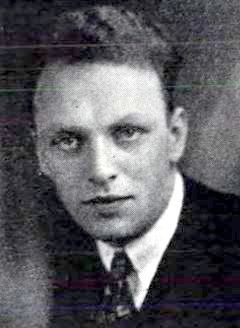
Øystein Ore

Øystein Ore (ur. 7 października 1899 w Oslo, zm. 13 sierpnia 1968 w Oslo) – norweski matematyk.

## Życiorys
Studiował na Uniwersytecie w Oslo, gdzie w 1924 uzyskał tytuł doktora. W 1927 został profesorem Uniwersytetu Yale.
Øystein Ore znany jest z prac w dziedzinie teorii grafów, teorii pierścieni, teorii ciał. Sformułował i udowodnił twierdzenie Orego, dotyczące grafu hamiltonowskiego. 